# Felsőszopor
Felsőszopor (románul: Supuru de Sus) falu Romániában. Szatmár megye egyik települése.

## Fekvése
Tasnád várostól keletre fekszik a Kraszna partján.

## Története
Felsőszopor nevét az oklevelek 1205-1235 között már említették Zupur néven. 1414-ben Zopor, 1543-ban Felsw Zopor, 1549-ben Felseo-Zopor néven írták.
1205-1235 között II. András uralkodása alatt a Zupur villabeli Kösön -ről írták, hogy kuruzslással vádolta meg falubelijét, a Sedény anyját.
1427-1430 körül Szilágyi Miklós fiai birtokosok voltak Felsőszoporon is.
1474-ben Csire (Chyre) István itteni birtokrészét Drágfi Miklósnak és fiának Bertalannak adta zálogba Alsószoporral együtt.
1538-ban álmosdi Csire Ferenc eladta Alsó- és Felsőszoporon lévő részbirtokát Drágfi Andrásnak és Gáspárnak. Ezt 1544-ben I. Ferdinánd király is megerősítette.
1545-ben Kusalyi Jakcs Mihálynak is volt itt birtokrésze.
1550-ben Sarmasági Mihályt újból beiktatták itteni birtokába.
1602 előtt Zsombori Farkas birtoka volt Alsószoporral együtt, de Básta generális és Keövendi Székely Mihály tiszántúli kapitány Trogeri Lodi Simonnak adományozta.
1797-es összeíráskor Felsőszoporon Huszár Józsefet írták a település nagyobb birtokosának.
1809-ben a királyi kincstáré, valamint gróf Andrássy Károly, gróf Károlyi család, és Bökényi Ferenc birtoka.
1890-ben 839 lakosa volt, ebből magyar 33, oláh 806. Ebből 3 római katolikus, 799 görögkatolikus, 1 református, 36 izraelita. Házak száma 180.
1919-ig Magyarországhoz tartozott, Szilágy vármegye részeként. 1910-ben 1110 román és magyar lakosa volt.
1992-ben 489 többségében román nemzetiségű lakos lakta.

## Híres szülöttei
- Szily János (Felsőszopor, 1735. augusztus 20. – Szombathely, 1799. január 23.): katolikus püspök (Szily János a Sopron vármegyei Felsőszoporon született, de ősei a Szatmár vármegyei Felsőszoporról származtak. Érdekességként, itt is megtalálható Al- és Felszopor egymás mellett)

## Nevezetességek
- Görögkatolikus fatemploma 1800-ban épült.  Anyakönyvet 1800-tól vezetnek.